# هیولا (مانگا)
هیولا (ژاپنی: モンスター هپبورن: Monsutā, انگلیسی: Monster) همچنین نوشته شده با حروف بزرگ (MONSTER)، نام یک مجموعه مانگای ژاپنی به نویسندگی نائوکی اوراساوا می‌باشد که توسط شوگاکوکان و در مجلهٔ سینن مانگای آن به نام بیگ کامیکس اوریجینال از تاریخ دسامبر ۱۹۹۴ تا دسامبر ۲۰۰۱ منتشر شد و در ۱۸ جلد تانکوبون گردآوری گشت. داستان این مانگا دربارهٔ کِنزو تِنما، یک جراح ژاپنی مقیم دوسلدورف می‌باشد که با نجات یک قاتل زنجیره‌ای روان‌آزار به نام یوهان لیبرت از مرگ و جراحی او، زندگی‌اش دچار آشفتگی می‌شود.
اوراساوا بعداً، رمانی را با نام هیولای دیگر نوشت که در آن، رخدادهای هیولا را از دیدگاه یک خبرنگار تحقیقاتی تشریح می‌کند. این رمان در سال ۲۰۰۲ منتشر شد.  استودیو مدهاوس از روی این مانگا، یک انیمهٔ ۷۴ قسمتی تولید کرد که از آوریل ۲۰۰۴ تا سپتامبر ۲۰۰۵ از نیپون تلویژن پخش شد. هم مانگا و هم انیمه برای انتشار در شمال آمریکا تحت پروانهٔ ویز مدیا درآمدند و انیمهٔ آن در چندین کانال تلویزیونی پخش شد؛ از جمله سوپر چنل در کانادا، سای فای، چیلر و فانیمیشن چنل در آمریکا. در سال ۲۰۱۳، انیمه در استرالیا تحت پروانهٔ سایرن ویژوال درآمد.
هیولا اولین اثر اوراساوا بود که از نظر بین المللی مورد تحسین قرار گرفت و به موفقیت رسید؛ به طوری که فروش مانگای آن به بیش از ۲۰ میلیون کپی رسیده است و به عنوان یکی از پرفروش‌ترین مانگاها در کل تاریخ محسوب می‌شود. این مانگا چندین جایزه برده است؛ از جمله چهل و ششمین جایزهٔ مانگای شوگاکوکان و جشنوارهٔ هنرهای رسانه‌ای ژاپن. اقتباس انیمهٔ این مانگا به عنوان یکی از بهترین انیمه‌های دههٔ خود، نامیده شده است.

## داستان
دکتر کِنزو تِنما جوانی ژاپنی ست که در زمینهٔ جراحی مغز و اعصاب تخصص دارد و در بیمارستان یادبود آیسلر  در دوسلدورف، آلمان غربی مشغول به کار می‌باشد. تنما از سوگیری سیاسی بیمارستان نسبت به درمان بیماران ناراضی است. در سال ۱۹۸۶ هنگامی که دوقلوهای یوهان و آنا لیبرت به بیمارستان آورده می‌شوند، دکتر تنما فرصت را غنیمت می‌شمارد تا سیاست بیمارستان را تغییر دهد. یوهان به سرش تیر خورده و آنا چیزهایی درمورد کشتن زمزمه می‌کند. تنما یوهان را، که زودتر از شهردار به بیمارستان رسیده بود، عمل می‌کند. ازین رو یوهان نجات می‌یابد؛ ولی شهردار رودِکِر می‌میرد که باعث می‌شود تنما جایگاه اجتماعی‌اش را از دست بدهد. رئیس بیمارستان، اودو هاینمان، و دیگر پزشکانی که سد راه تنما بودند به طرز اسرارآمیزی به قتل رسیده و دوقلوهای لیبرت نیز ناپدید می‌شوند. پلیس به تنما مشکوک است، ولی مدرکی در این مورد وجود ندارد و آنها فقط می‌توانند از او بازجویی کنند.
سال ۱۹۹۵، که ۹ سال از آن واقعه می‌گذرد، تنما رئیس بخش جراحی بیمارستان یادبود آیسلر  است. جنایتکاری به نام آدولف یونکرز، پس از اینکه توسط تنما نجات می‌یابد، چیزهایی درمورد یک "هیولا" زمزمه می‌کند. یک شب، تنما که برای یونکرز یک ساعت خریده، به بیمارستان بر می‌گردد. او نگهبان جلوی درِ اتاق یونکرز را مرده پیدا می‌کند و می‌بیند که یونکرز، خود نیز فرار کرده است. تنما که یونکرز را تا یک ساختمان نیمه کارهٔ نزدیک بیمارستان تعقیب می‌کند، او را در حالی می‌یابد که مورد هدف اسلحهٔ یک نفر است. یونکرز به تنما هشدار می‌دهد که نباید نزدیکتر شود و از او التماس می‌کند که پا به فرار بگذارد. تنما با اینکار مخالفت می‌کند و طولی نکشید که پی می‌برد مردی که در آنجا اسلحه در دست است، در حقیقت یوهان می‌باشد. یوهان با وجود اینکه تنما سعی می‌کند منطقی با او حرف بزند و او را از ارتکاب قتل دوری کند، به یونکرز شلیک می‌کند. یوهان به تنما می‌گوید که نمی‌تواند کسی که زندگی‌اش را نجات داده بکشد، و سپس با آرامش از آنجا دور شده و در تاریکی شب ناپدید می‌شود؛ در حالی که تنما آنقدر شوکه بود که نتوانست جلوی او را بگیرد.
پلیس، به ویژه بازرس لونگه از ب.کا.آ (ادارهٔ پلیس جنایی فدرال آلمان)، به تنما مشکوک است. در همین حال تنما در پی یافتن اطلاعات بیشتری دربارهٔ یوهان است. طولی نکشید که او می‌فهمد خواهر یوهان، آنا به عنوان دخترخواندهٔ یک زوج میانسال، زندگی خوبی دارد؛ و تنها آثار گذشتهٔ وحشتناکش، کابوس‌هایی است که می‌بیند. تنما آنا را، که پدر و مادرخوانده‌اش او را نینا نامیده‌اند، در روز تولدش پیدا می‌کند. تنما او را از یوهان دور نگه می‌دارد؛ ولی نتوانست از قتل پدر و مادرخوانده‌اش جلوگیری کند. تنما سرانجام منشأ این "هیولا" را پیدا می‌کند: از تلاش آلمان شرقی سابق در جهت استفاده از یک یتیم‌خانه به نام "کیندرهایم ۵۱۱" برای تشکیل سربازانی تمام‌عیار از طریق طراحی مجدد روانشان تا نویسندهٔ کتاب‌های داستانی که در یک آزمایش اصلاح نژادی در چکسلواکی سابق مورد استفاده قرار گرفت. تنما گسترهٔ جنایت‌هایی که این "هیولا" مرتکب شده را می‌فهمد و عهد می‌کند که اشتباهی که مرتکب شده را با به پایان رساندن زندگی یوهان درست کند.

## شخصیت‌های اصلی

### کنزو تنما
صداگذاری شده توسط: هیدِنوبو کیئوچی (ژاپنی); لیام اوبرایان (انگلیسی)
کِنزو تنما (天馬 賢三 Tenma Kenzō) یک جراح مغز و اعصاب اهل ژاپن است که در بیمارستان یادبود آیسلر واقع در دوسلدورف، آلمان غربی مشغول به کار است. چیز زیادی از گذشتهٔ تنما در دسترس نیست. اشاره شده که پدر و برادرش نیز پزشک هستند و همچنین اینکه با ترک ژاپن و رفتن به آلمان، ارتباط تنما با خانواده‌اش تضعیف شد. او یک بشر دوست است و به زندگی دیگران اهمیت می‌دهد، به طوری که مهربانی‌اش در کسانی که با او دیدار می‌کنند نفوذ می‌کند و آنها را تحت تأثیر قرار می‌دهد. مهارت‌های جراحی تنما او را به جایگاه جراح ارشد مغز و اعصاب رساند. او با اِوا هاینمان، دختر رئیس اودو هاینمان نامزد کرده است. در سال ۱۹۸۶ هنگامی که پسربچه‌ای با جراحت گلوله به بیمارستان فرستاده می‌شود، تنما در شرف جراحی بر روی او بود که رئیس بخش جراحی بیمارستان، دکتر اوپنهایم و نیز رئیس هاینمان، به او می‌گویند که شهردار را، که دیرتر از پسربچه آمده بود، جراحی کند. تنما بخاطر عذاب وجدانش، تصمیم می‌گیرد جان آن پسر را نجات دهد در حالی که شهردار فوت می‌کند. در یک ضیافت، تنما از رئیس هاینمان درخواست بخشش می‌کند. او تنما را می‌بخشد در حالی که او در لیست سیاه خود قرار داده، اجازهٔ پیشرفت در کارش را به او نمی‌دهد و دکتر بویر را به عنوان جراح ارشد مغز و اعصاب جدید تعیین می‌کند. اِوا نیز نامزدی‌اش را با تنما به هم می‌زند. هفته‌ها بعد، تنما از طریق پلیس پی می‌برد که رئیس هاینمان، دکتر اوپنهایم و دکتر بویر به طرز اسرارآمیزی به قتل رسیده‌اند. رئیس هیئت مدیره، تنما را به عنوان رئیس بخش جراحی می‌گمارد و اِوا هم تلاش می‌کند با تنما آشتی کند؛ اما تنما او را نادیده می‌گیرد.
۹ سال بعد، تنما پی می‌برد که قتل پزشکان توسط همان پسری انجام شده که جانش را در کودکی نجات داده بود، یوهان لیبرت. یوهان در جلوی چشمان تنما یک قتل دیگر را به انجام می‌رساند. یوهان همچنین مغز متفکر قتل‌های زنجیره‌ای زوج‌های میانسال در سراسر آلمان است. تنما که گرفتار گناهش است، تصمیم می‌گیرد یوهان را پیدا کند و زندگی این "هیولا" را که مسئول نجات زندگی‌اش است، به پایان برساند. در همین حال، او تلاش می‌کند از بازرس لونگه، که در ارتکاب قتل‌ها به او مشکوک است، دوری کند. تنما که به دنبال کشتن یوهان است، چندین بار نزدیک بود در انجام اینکار موفق شود، ولی یوهان از دستش درمی‌رفت؛ تا اینکه در نهایت در روئِنهایم با هم روبرو می‌شوند. زمانی که یوهان از تنما می‌خواهد او را بکشد، او ویم کناوپ را تهدید می‌کند. در همین حال، پدر مست ویم، یوهان را با یک هیولا اشتباه می‌گیرد و به او شلیک می‌کند. پس از اینکه یوهان با یک هلیکوپتر به بیمارستان منتقل می‌شود، تنما او را درمان می‌کند. تنما همچنین از تمام اتهاماتش تبرئه می‌شود. او سپس به پزشکان بدون مرز می‌پیوندد، با مادر یوهان و سپس با یوهان، که در یک بیمارستان پلیس کماست، ملاقات می‌کند.

### یوهان لیبرت (Johan Liebert)
صداگذاری شده توسط: نوزومو ساساکی (ژاپنی); کیث سیلورستاین (انگلیسی)
یوهان لیبرت (ヨハン・リーベルト Yohan Rīberuto) دوقلوی بزرگتر خانوادهٔ لیبرت است، که پدرش، میخائیل، یک مشاور تجاری اهل آلمان شرقی بود که به غرب فرار کرد. او همان "هیولا"ی نام مانگا و مجموعه انیمه  و آنتاگونیست اصلی داستان است. تمرکز داستان بر روی معمای گذشتهٔ اوست. او به نام‌های هیولا، آدولف هیتلر بعدی و خود شیطان نیز اشاره شده است. یوهان در کودکی و هنگامی که پدر و مادرش در خانهٔ شان کشته شدند، به سرش گلوله‌ای اصابت کرد؛ اما در نهایت توسط دکتر تنما از مرگ نجات یافت. او مدعی است که خواهر دوقلویش را دوست دارد و نسبت به او تا حدی وفادار است. یوهان بخش‌هایی از زندگی‌اش را در جاهای مختلف  با نام‌های مختلف گذرانده است. او دارای گیرایی و ذکاوت است اما زیرک، فریبنده و حقه‌باز نیز می‌باشد. در حالی که نسبت به کودکان ظاهراً مهربان، دلسوز و دوستدار آنهاست، در حقیقت رفتاری سرد و ظالمانه دارد و اساساً ناتوان در همدلی است. او از استعدادهایش برای کنترل کردن و به فساد کشاندن دیگران استفاده می‌کند؛ که اغلب پایانی جز ایجاد رنج و ویرانی برای بقیه ندارد. هدف او کشتن همهٔ کسانی است که از وجود او باخبرند. او با همذات پنداری با قاتلان دیگر، اسرارشان را می‌فهمد. پس از آنکه باعث شد پیتر چاپک بمیرد، او قتل عام روئنهایم را سازماندهی می‌کند و سرانجام در همانجا برای آخرین بار با تنما مواجهه می‌شود. وقتی که یوهان با تهدید ویم، تنما را مجبور می‌کند او را بکشد، پدر مست ویم به سرش شلیک می‌کند. او با یک هلیکوپتر به بیمارستان منتقل شده و توسط تنما درمان می‌شود. تنما در حالی که یوهان در یک بیمارستان پلیس در حالت کماست، به او سر می‌زند. آخرین صفحهٔ مانگا و همچنین آخرین صحنهٔ انیمه تخت خالی او را نشان می‌دهد، که به طور مبهم اشاره می‌کند یوهان از بیمارستان فرار کرده است.

#### محبوبیت او
یوهان به طور مکرر در فهرست بهترین شخصیت‌های شرور انیمه، مانگا و داستان پدیدار می‌شود. یوهان در فهرست "۲۰ تا از بزرگترین شخصیت‌های شرور در انیمه" در پیست جایگاه اول را کسب کرد؛ توسان ایگان نیز درمورد یوهان گفته که "با وجود همهٔ کارهایی که او توانست در هیولای نائوکی اوراساوا به انجام برساند — گول‌زدن بیش از پنجاه نفر برای کشتن همدیگر تنها از طریق پیشنهاد دادن آن، قاتل نشان دادن فردی که زندگی او را نجات داد، عملیات گستردهٔ پولشویی در قلب آلمان و هماهنگ کردن یک شبکهٔ پنهان از قاتلان برای به انجام رساندن خواسته‌هایش — یوهان قدرت ویژه‌ای به جز ذکاوتش ندارد. نه دفتر جادویی که می‌تواند با نوشتن اسامی افراد در صفحاتش آنها را بکشد یا نه هیچ توتم (روح محافظ) نامقدسی که به او تقدیر الهی را هدیه دهد، هیچی. او یک انسان است، نه کمتر نه زیادتر، و این دقیقاً همان چیزی است که او را بسیار وحشتناک می‌کند."

### نینا فورتنر (Nina Fortner)
صداگذاری شده توسط: مامیکو نوتو (ژاپنی); کرن استراسمن (انگلیسی)
آنا لیبرت (アンナ・リーベルト Anna Rīberuto) خواهر دوقلوی یوهان و تنها بازماندهٔ آسیب ندیدهٔ شبی است که ظاهراً بخاطر سرقت ناموفق، پدر و مادرش کشته شده و برادرش تیر خورده بود. پس از ناپدید شدن او و یوهان، آنا توسط خانوادهٔ فورتنر که ساکن شهر هایدلبرگ بودند، به فرزندی قبول شد. او سپس نام نینا فورتنر (ニナ・フォルトナー Nina Forutonā) را گرفت. نینا زنی جوان، دوست‌داشتنی، مهربان، سختکوش و باهوش است. او به نظر می‌آید که به عنوان یک دانشجوی حقوق در دانشگاه هایدلبرگ و حرفه‌ای در زمینهٔ آیکیدو زندگی شادی دارد؛ اما می‌فهمد که بخش‌هایی از گذشته‌اش را نمی‌تواند به یاد بیاورد. در ابتدا او به دلیل ضربهٔ روحی ناشی از حمله، فراموشی داشت. او در صلح و آسایش با خانوادهٔ فورتنر زندگی می‌کند تا اینکه یوهان در روز تولد ۲۰ سالگی‌شان با او ارتباط برقرار می‌کند و غیر مستقیماً زوج فورتنر را می‌کشد. نینا سپس با روش‌های مختلف و با دلایلی متفاوت از تنما یوهان را تعقیب می‌کند. همچنان‌که نینا برخلاف برادرش روان‌پریش نیست؛ اما این دو نفر ترس‌های مشابهی دارند که با گذشتهٔ شان مرتبط است. همچنان‌که نینا اساساً صلح‌طلب است؛ اما زمانی که آن را ضروری بداند یا بخواهد از کسی محافظت کند، می‌تواند کسی را تهدید کند (یا بکشد). در طول جلسهٔ هیپنوتیزم با دکتر رودی گیلن، شخصیت نینا تغییر می‌کند و به دکتر حمله می‌کند. وقتی که او خاطراتش را به طور کامل به یاد می‌آورد، مشخص می‌شود که او کسی بود که توسط فرانتس بناپارتا به عمارت رز سرخ برده شد؛ عمارتی که بناپارتا در آن قتل عظیمی را به انجام رساند. بناپارتا سپس به آنا گفت که هر چیزی را که دید فراموش کند، از آنجا فرار کند و هیچ وقت "هیولا نشود". آنا همچنین همان کسی بود که در شب قتل زوج لیبرت توسط برادرش، به خواست خود یوهان به سرش شلیک کرد. او در قتل عام روئنهایم نیز حضور دارد؛ جایی که در آن به برادرش می‌گوید که او را می‌بخشد و تلاش می‌کند تنما را از شلیک کردن به یوهان منصرف کند. در پایان مجموعه، نینا از کالج فارغ التحصیل می‌شود و برنامه دارد در دانشکدهٔ حقوق تحصیلاتش را ادامه دهد.

### بازرس هاینریش لونگه (Inspector Heinrich Lunge)
صداگذاری شده توسط: تسوتومو ایسوبه (ژاپنی); ریچارد اپکار (انگلیسی)
هاینریش لونگه (ハインリッヒ・ルンゲ Hainrihhi Runge) کارآگاه ب.کا.آ و مسئول رسیدگی به پروندهٔ قتل بیمارستان یادبود آیسلر است. لونگه در ابتدا فکر می‌کرد که یوهان ساختهٔ ذهن تنما به عنوان یک بهانه است؛ اما کم کم به این باور می‌رسد که تنما دچار اختلال تجزیه هویت است و تلاش می‌کند یوهان را مجبور کند خودش را نشان دهد. او به نظر می‌آید که تهی از احساسات است که این امکان را فراهم می‌آورد او نسبت به هر پرونده‌ای که می‌گیرد متعهد باشد. تعلق خاطر او به شغلش به قیمت زندگی شخصی او تمام می‌شود، به طوری که در طول مجموعه نشان داده می‌شود که همسر و دختر حامله‌اش او را ترک می‌کنند. شغلش چیزی است که بیشتر از هر چیزی به آن علاقه دارد، به طوری که او فرصت دیدن نوه‌اش را از دست داد تا با دوستان ژاپنی تنما ملاقات کند. البته او ابراز پشیمانی می‌کند؛ در طول کشمکشی که لونگه با روبرتو در روئنهایم داشت، او از اینکه از زبان روبرتو می‌شنود که چقدر همسرش با مردی دیگر زندگی شادی دارد و اینکه نوه‌اش آن مرد را پدربزرگ خطاب می‌کند، عصبانیت خودش را نشان می‌دهد. لونگه از حافظهٔ بسیار خوبی برخوردار است و عادت دارد با انجام حرکات شبیه به تایپ کردن، "داده‌ها را به ذهنش وارد کند". سرسختی او در کارش باعث شد یک مظنون به قتل به سمت خودکشی سوق داده شود. این اتفاق باعث شد بالادستی‌های لونگه، او را از همهٔ پرونده‌هایش بردارند. پس از آتش‌سوزی دانشگاه مونیخ، لونگه پی می‌برد که یوهان بی‌شک وجود دارد. او سپس مرخصی گرفته و برای "تعطیلات" به پراگ می‌رود تا فرانتس بناپارتا، نویسندهٔ کتابی که احتمالاً گذشتهٔ یوهان را فاش کند، را ردیابی کند. تحقیقات لونگه سرانجام به روئنهایم ختم می‌شود؛ او با روبرتو مقابله می‌کند که در پی آن هر دو در اثر تیراندازی زخمی می‌شوند. در نهایت لونگه زنده می‌ماند ولی روبرتو بخاطر شدت زخم‌هایش می‌میرد. هنگامی که لونگه دارد با یک برانکارد به بیمارستان منتقل می‌شود، روبرتو را مقصر قتل عام روئنهایم می‌داند و می‌گوید که او اساساً مسئول اتفاقاتی بوده که رخ داده است. علت آن مشخص نیست، اما اشاره شده که لونگه اینکار را کرد تا از تنما محافظت کند. پس از قتل عام روئنهایم، لونگه همراه با جان سوک و فریتس فردمان به قبر ولفگانگ گریمر سر می‌زند. او به آنها می‌گوید که استاد یک آکادمی پلیس شده و رابطه‌اش را با دخترش بهتر کرده است.

### دیتر (Dieter)
صداگذاری شده توسط: جونکو تاکِئوچی (ژاپنی); لورا بیلی (انگلیسی)
دیتر (ディーター Dītā) پسربچه‌ای است که تنما در هنگام جستجوی یوهان، با او روبرو می‌شود. در هنگام اولین ملاقات تنما با دیتر، او پسربچه‌ای یتیم تحت مراقبت مردی به نام هارتمن است. تنما بعداً پی می‌برد که دیتر توسط هارتمن مورد آزار جسمی و روانی قرار گرفته است. هارتمن در تلاش است با به کار بردن همان شرایط مورد استفاده در یتیم‌خانهٔ کیندرهایم ۵۱۱، دیتر را تبدیل به یوهان دیگر کند؛ اما به موفقیتی نمی‌رسد. دیتر پس از نجات یافتن از آزارهای هارتمن به دست تنما خوشحالتر می‌شود. او از آنجا که شیفتهٔ تنما است، در سفر به دنبال یوهان همراه او می‌رود تا نگذارد او قاتل شود. دیتر سپس نینا را در جستجوی خاطرات گذشته‌اش همراهی می‌کند تا به او در این راه کمک کند و هر زمان که خاطرات مربوط به ضربه‌های روانی نینا دوباره ظاهر شوند، او را از نظر روحی و معنوی حمایت می‌کند (از آنجا که دیتر خود نیز مورد آزارهای این چنینی قرار گرفته است). آن طور که به نظر می‌آید دیتر پسری به نام مارتین را می‌بیند که تحت تأثیر یوهان قرار گرفته؛ در مکالمات میان این دو نفر نشان داده می‌شود که دیتر جذب بعضی از عقاید و خوشبینی‌های تنما درمورد زندگی شده است. مارتین آنچه را که در مورد زندگی، مرگ و ترس از یوهان شنیده را بازگو کرده و تلاش می‌کند دیتر را فریب دهد تا همراه با او با چشمانی بسته در کنار لبهٔ یک ساختمان راه برود. دیتر مخالفت می‌کند و می‌گوید که می‌خواهد زندگی کند، چیزهای جدید تجربه کند و چهره‌های افرادی که دوستشان دارد را ببیند؛ او سپس چیزی را که تنما گفت را تکرار می‌کند: "فردا روز بهتری خواهد بود". در اواخر مجموعه، اوتو هکل به دیتر می‌گوید که به تنما خبر دهد او محل زندگی مادر دوقلوهای لیبرت را پیدا کرده است.

### اوا هاینمان (Eva Heinemann)
صداگذاری شده توسط: مامی کویاما (ژاپنی); تارا پلت (انگلیسی)
اوا هاینمان (エヴァ・ハイネマン Eva Haineman) نامزد تنما و دختر رئیس بیمارستان یادبود آیسلر است. او خودمختار، سهل‌انگار، ارباب‌منش، پر سروصدا، مطالبه‌گر و فریب‌کار است. اوا همچنین رفتاری ظالمانه، تحقیرکننده و تمسخرآمیز دارد و از اینکه چیزی باب میل او نباشد متنفر است. اگرچه او مدعی ست که عاشق تنما است، ولی در برخی مواقع با او ظالمانه رفتار می‌کرد. پس از اینکه پدرش تنما را بخاطر سرپیچی از دستورات تنزل رتبه داد، اوا با بی‌تفاوتی با او به هم زد. قتل رئیس هاینمان ضربهٔ بزرگی به اوا می‌زند. او تلاش می‌کند با تنما آشتی کند، اما تنما او را به آرامی رد می‌کند. پس از چند سال و سه ازدواج ناموفق در این مدت، اوا با بازرس لونگه دیدار می‌کند. طی این دیدار اوا زمان‌هایی را که با تنما گذراند را یادآوری می‌کند. در حسرت و دلتنگی گذشته، او با تنما در بیمارستان ملاقات و تلاش می‌کند با او از از نو شروع کند. هنگامی که اوا دوباره توسط تنما رد می‌شود، بر علیه او قشقرق به پا می‌کند. اوا تبدیل به فردی عصبانی و الکلی می‌شود و از پول حاصل از مهریه‌هایش، زندگی خود را از نظر مالی تأمین می‌کند. در این میان عاشقانه‌ای نوپا میان او و باغبان خانه‌اش پدیدار می‌شود، اما وقتی که می‌بیند همسر قبلی باغبان به دخترش در کریسمس سر زده، خانه‌اش را در حال مستی و خشم می‌سوزاند. اوا در سراسر آلمان سرگردان است و بعداً از بیماران دکتر رایشواین می‌شود. اگرچه او نسبت به اینکه تنما در مرگ پدرش دخیل نیست، شکی ندارد؛ با این حال شدیداً می‌خواهد برای تلافی رد کردنش، رنج کشیدن او را در زندان ببیند. در طول مسیر داستان، فاش می‌شود که در ۱۹۹۵ در شبی که آدولف یونکرز کشته شد، اوا تنما را دنبال کرد و چهرهٔ یوهان لیبرت را دید. به همین خاطر او مورد هدف روبرتو قرار می‌گیرد. پیتر چاپک و "د بیبی" ("The Baby") فردی به نام مارتین رِئِست را استخدام می‌کنند تا او را به فرانکفورت بیاورد و بادیگارد او باشد. پس از مرگ مارتین در پی یک تیراندازی، اوا به شدت ناراحت می‌شود. اگرچه تنما به او می‌گوید که با قطار به مونیخ برود تا با دکتر رایشواین ملاقات کند و هر چیزی را که درمورد یوهان می‌داند به پلیس بگوید، در عوض اوا برای انتقام‌گیری از کسانی که مقصر مرگ مارتین بودند برنامه می‌ریزد و یک اسلحه هم می‌خرد. اوا کریستف زیفرنیش (از جمله افرادی که در مرگ مارتین نقش داشت) را پیدا می‌کند و تلاش می‌کند او را بکشد که به موفقیت نمی‌رسد. تنما سرانجام فرا می‌رسد و با مجروح کردن کریستف، اوا را از دست او نجات می‌دهد. اوا بعداً در خانهٔ دکتر رایشواین همراه با دیتر دیده می‌شود. او در آنجا اشاره می‌کند به اینکه پلیس حرف‌های او را درمورد اینکه یوهان لیبرت قاتل واقعی ست باور نمی‌کنند. در طول این زمان، اوا عادت الکل خود را با سیگار تعویض می‌کند. در پایان مجموعه او به طراحی داخلی مشغول می‌شود و خشم خود را از تنما و اندوهش را برای مارتین رها کرده است. در رمان هیولای دیگر اوا توضیح می‌دهد که پس از اینکه پدرش تنما را تنزل رتبه داد، ترک کرد چون پدرش به دامادی نیاز داشت که تماماً به او اعتماد داشته باشد. اوا هنوز هم تأکید می‌کند که به هم زدن نامزدی تصمیم آگاهانهٔ خودش بود.

### ورنر وبر (Werner Weber)
ورنر وبر (ヴェルナー・ウェーバー Verunā Wēbā) یک روزنامه‌نگار غیر وابسته است که شخصیت اصلی رمان هیولای دیگر می‌باشد. او با افرادی که در زندگی کنزو تنما و یوهان لیبرت حضور داشتند؛ ازجمله دوستان دوران کودکی تنما، اوا هاینمان، بازرس لونگه، رودی گیلن، کارل نویمان، جان سوک، کارِل لانکه و دیگر افراد مصاحبه کرده است. او در پایان رمان، توسط هرمان فور (Hermann Führ) کشته می‌شود.